# Gabriele Laurenzano
Gabriele Laurenzano (ur. 12 marca 2003 w Rossano) – włoski siatkarz, grający na pozycji libero. 

## Sukcesy klubowe
Klubowe Mistrzostwa Świata:
- 2022[6], 2024[7]

Mistrzostwo Włoch:
- 2023[8], 2025[9]

Liga Mistrzów:
- 2024[10]

## Sukcesy reprezentacyjne
Mistrzostwa Europy Kadetów:
- 2020[11]

Mistrzostwa Świata Kadetów:
- 6. miejsce 2021

Olimpijski Festiwal Młodzieży Europy:
- 2022[12]

Mistrzostwa Europy Juniorów:
- 2022[13]

Mistrzostwa Świata Juniorów:
- 2023[14]

Liga Narodów:
- 2025[15]

## Nagrody indywidualne
- 2020: Najlepszy libero Mistrzostw Europy Kadetów[16]
- 2022: Najlepszy libero Mistrzostw Europy Juniorów[17]
- 2023: Najlepszy libero Mistrzostw Świata Juniorów[18]